# Kriechbaumerella palpebrata
Kriechbaumerella palpebrata är en stekelart som först beskrevs av Joseph Kriechbaumer 1894.  Kriechbaumerella palpebrata ingår i släktet Kriechbaumerella och familjen bredlårsteklar. Inga underarter finns listade i Catalogue of Life.